# Selvværd
 Denne artikel bør gennemlæses af en person med fagkendskab for at sikre den faglige korrekthed.

Selvværd anvendes i psykologien om et individs anerkendelse af sin egen værdi. Det anvendes både om personlige egenskaber og om evnen til at præstere i arbejdslivet eller i konkurrencesituationer. Selvværd handler især om at have værdi som den, man er. Selvværd udvikles gennem hele livet, men grundlægges i det væsentligste i de tidlige barneår. Oplevelser af at være værdsat fremmer selvværdet. Oplevelser, der af barnet tolkes som ikke at være værdsat, skaber lavt selvværd.

## Definitioner
På baggrund af begrebets lange historie findes der mindst tre anerkendte definitioner på selvværd:
1. Den oprindelige definition knytter selvværd til succes på livsområder, der anses for vigtige for at få en karriere.[2] Den definition er kritiseret for at knytte begrebet til enkeltstående begivenheder eller forhold, som er ustabile, idet fiasko kan indtræde pludseligt.[3]
2. I 1960'erne definerede Morris Rosenberg selvværd som den enkeltes vurdering af sine personlige egenskaber og værdier. Det er den hyppigste definition, men den har det problem, at hovmod og andre negative former for selvværd ikke kan skelnes fra de positive. [4]
3. I 1969 formulerede Nathaniel Branden selvværd som "... oplevelsen af at være kompetent til at håndtere de grundlæggende udfordringer i livet og evnen til at føle sig værdig til at være lykkelig."

Den er betegnet som "to-faktor tilgangen" til selvværd. Den sætter fokus på individuelle kompetencer og kan ses som en forløber for Anthony Giddens' begreb den positive selvbiografi.